# Håcksviks församling
Håcksviks församling var en församling i Göteborgs stift och i Svenljunga kommun. Församlingen uppgick 2006 i Kindaholms församling.

## Administrativ historik
Församlingen har medeltida ursprung.
Församlingen var till 2006 annexförsamling i pastoratet Kalv, Håcksvik, Mårdaklev och Östra Frölunda. Församlingen uppgick 2006 i Kindaholms församling.

## Kyrkor
- Håcksviks kyrka